# Emma Winterbourne
Emma Winterbourne (Newbury, West Berkshire, 1986) is een Engels zangeres, en is studente songwriting en performance aan de LIPA in Liverpool. Vanaf haar 9e zingt ze in schoolmusicals en een koor en zo werd zingen haar passie. Haar droom is om op Oudejaarsavond op te treden op Times Square.
In november 2006 is zij, samen met 5 anderen, begonnen in een nieuwe popgroep XYP.